# اسلام بایراموکوف
اسلام بایراموکوف (به قزاقی: Ислам Байрамуков) (زادهٔ ۱۲ ژوئن ۱۹۷۱) کشتی‌گیر سابق اهل قزاقستان است که در دسته‌های ۹۰ و ۹۷ کیلوگرم کشتی آزاد رقابت می‌کرد. او برندهٔ مدال نقرهٔ المپیک ۲۰۰۰ سیدنی و مدال برنز بازی‌های آسیایی ۱۹۹۴ است. او همچنین یک مدال طلا (۲۰۰۰)، سه نقره (۱۹۹۳، ۱۹۹۶، ۱۹۹۹) و یک برنز (۱۹۹۷) را از مسابقات قهرمانی کشتی آسیا کسب کرده است. بایراموکف در المپیک ۱۹۹۶ آتلانتا و ۲۰۰۴ آتن نیز شرکت کرد اما موفق به کسب مدال نشد.